# 4905 Hiromi
4905 Hiromi (1991 JM1) là một tiểu hành tinh vành đai chính được phát hiện ngày 15 tháng 5 năm 1991 bởi Takahashi và Watanabe ở Kitami.